# FamilyMart
FamilyMart (яп. ファミリーマート, Famirīmāto) — японський франчайз мережі конвінієнс-сторів. Перша крамниця відкрилася у Японії 1 вересня 1981 року. ФеміліМарт — третя за величиною японська мережа конвінієнс-сторів після 7-Eleven та Lawson. У Південній Кореї крамниці тепер називаються CU. У Південній Кореї це найбільша мережа крамниць.

ФеміліМарт знаходиться у власності та управлінні компанії з обмеженою відповідальністю FamilyMart. Головним акціонером є корпорація Ітотю, чия частка складає 35,55%. Штаб-квартира знаходиться на 17 поверсі будівші Sunshine 60 в Ікебукуро, Тосіма, Токіо.
В усіх звичайних японських конвінієнс-сторів можна придбати продукти харчування, журнали, манґу, безалкогольні напої, алкоголь (саке) нікуман, смажену курятину, оніґірі, бенто.

## Розширення та розвиток
Першу крамницю ФеміліМарт відкрито у місті Саяма, префектура Сайтама, у 1973 році.
ФеміліМарт також має франчайзингові крамниці на Філіппінах, Тайвані, у Таїланді, Південній Кореї, Китаї (Шанхай, Ґуанчжоу, Сучжоу), Сполучених Штатах та Вʼєтнамі (місто Хошимін). На додачу, південнокорейський франчайзинг керує двома крамницями на території Північної Кореї, котрі працюють для відвідувачів з РК, працівників промислового регіону Кесон та відвідувачів туристичного регіону Кимґансан. 31 серпня 2009 року налічується 22444 крамниці по всьому світу. Найшвидше мережа розширюється в Азії за межами Японії. В Японії працюють 9641 крамниця, у Кореї — 7964, 2954 крамниць на Тайвані, 1306 крамниць у Китаї, 1193 крамниці у Таїланді, 71 крамниця у Вʼєтнамі, 9 крамниць у США, 21 крамниця в Індонезії, 91 крамниця на Філіппінах.
Від липня 2005 року ФеміліМарт почав будівництво і відкриття кількох крамниць в Лос-Анжелесі, Каліфорнія, перших із 250 запланованих до 2009 року. Північноамериканський бренд має назву «Famima!!». У час макимального поширення працювало всього 9 крамниць, а в 2015 році компанія пішла з ринку США й закрила 8 крамниць, котрі працювали на той час.
30 січня 2006 року ФеміліМарт почав випробування системи автоматичного обслуговування на касі в одній з токійських крамниць у співпраці з Ітотю та Тошібою. Спеціальні ярлики у кошиках покупців дистанційно й моментально зчитували перелік продуктів.
У листопаді 2010 року компанія ФеміліМарт оголосила, що залишить кількість крамниць у США у межах 10 через економічні труднощі. Втім, у певних частинах Азії, особливо в Китаї, мережа продовжувала поширення.
Конвінієнс-стор, розташований на найбільшій висоті, знаходиться у хмарочосі Тайбей 101. Він надає можливість працівникам здійснювати покупки під час роботи.
У жовтні 2013 року ФеміліМарт відкрив десятитисячну крамницю в Японії.

## Робта за кордоном

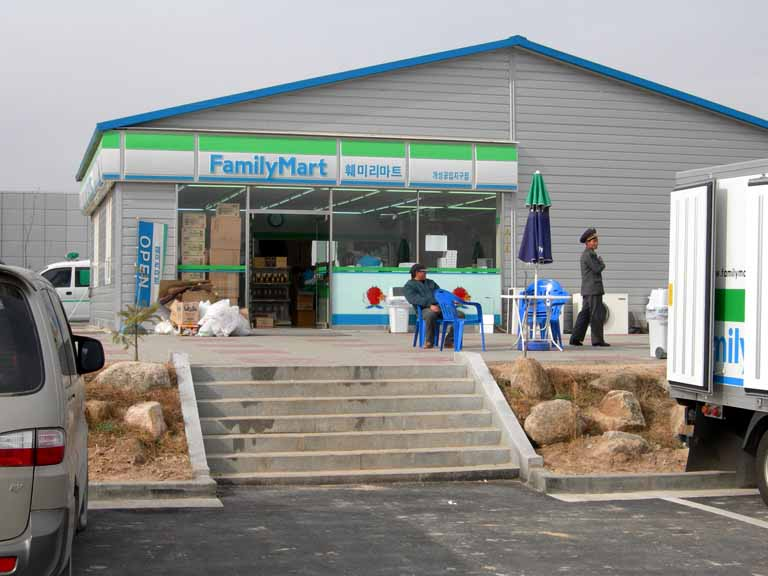
FamilyMart у місті Кесон, КНДР

### CU (Республіка Корея)
У червні 2012 року південнокорейську філію ФеміліМарт, котрою керувала корпорація FamilyMart та BGF Retail, було перейменовано на «CU» задля переходу до самостійного бренду та для того, аби показати особливість бренду та зміцнити позиції у Південній Кореї. Втім, BGF Retail про зміни в планах та необхідність контролювати крамниці CU. Тому CU було перейменовано на «CU разом із FamilyMart». Втім, ФеміліМарт планує повернутися до Південної Кореї в майбутньому.
CU (колишня мережа ФеміліМарт у Південній Кореї) налічує 1950 крамниць у межах країни. Девізом є «Зручність для вас» (Convenience for You), через що й зʼявилася назва «CU». У Північній Кореї є лише одна крамниця ФеміліМарт, вона розташована у промисловому регіоні Кесон, де співпрацюють Північна та Південна Корея. Громадянам КНДР заборонено купувати у цій крамниці. Крамниця працює лише для робітників з Південної Кореї.

### Філіппіни
7 квітня 2013 року ФеміліМарт відкрився на Філіппінах у власності корпорації Аяла, Рустанʼс Ґруп та Ітотю. Філіппінська філія, відкрита 22 квітня 2013 року, розташована в Макаті у моллі Glorietta 3.

### Тайвань

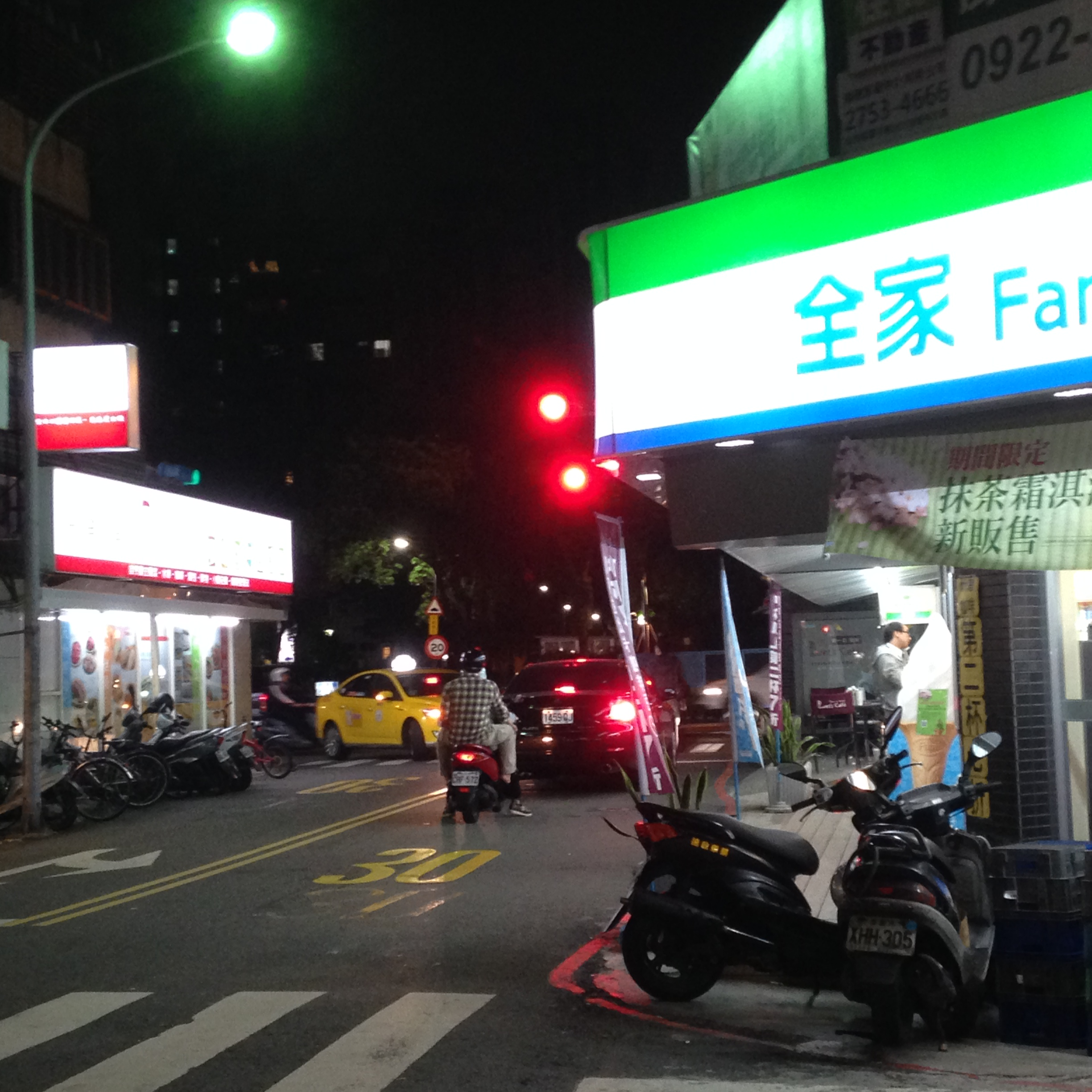
Тайванський FamilyMart у правій частині фото. Навпроти — інший конвінієнс стор.

На Тайвані станом на травень 2012 року працювало близько 9255 конвінієнс-сторів, що відповідає до одній крамниці на 2500 чоловік. Це найбільше співвідношення у світі, проте кількість крамниць далі продовжує зростати. На Тайвані найпопулярнішою мережею є 7-Eleven, ФеміліМарт посідає друге місце із загальною кількістю 2851 крамниця. Річний обіг є найбільшим серед конвінієнс-сторів на Тайвані і складає близько 100 мільйонів на рік.

## Сонячна енергія
ФеміліМарт використовує сонячну енергію у деяких крамницях мінімум з 2004 року. Станом на 2012 рік існують плани збільшення використання сонячної енергії. У Японії працює близько 45000 конвінієнс-сторів. Lawson налічує менше 10000, трохи менше ніж у 7-ELeven, котрий налічує всього близько 13000 крамниць. Зараз лише близько 20 крамниць Lawson обладнані сонячними батареями.